# Axeon/Saison 2015
Dieser Artikel listet Erfolge und Fahrer des Radsportteams Axeon in der Saison 2015 auf.

## Erfolge in der UCI Europe Tour
In der Saison 2015 gelangen dem Team nachstehende Erfolge in der UCI Europe Tour.
| Datum        | Rennen                                      | Kat. | Fahrer          |
| ------------ | ------------------------------------------- | ---- | --------------- |
| 22. März     | 2. Etappe Grande Prémio Liberty Seguros     | 2.2  | Rubén Guerreiro |
| 21.–22. März | Gesamtwertung Grande Prémio Liberty Seguros | 2.2  | Rubén Guerreiro |
| 25. März     | 1. Etappe Volta ao Alentejo                 | 2.2  | James Oram      |

## Erfolge in der UCI America Tour
In der Saison 2015 gelangen dem Team nachstehende Erfolge in der UCI America Tour.
| Datum     | Rennen                 | Kat. | Fahrer     |
| --------- | ---------------------- | ---- | ---------- |
| 5. August | 3. Etappe Tour of Utah | 2.HC | Logan Owen |

## Erfolge in den Nationalen Straßen-Radsportmeisterschaften
In den Rennen der Nationalen Straßen-Radsportmeisterschaften 2015 konnte das Team nachstehende Titel erringen.
| Datum     | Rennen                                                 | Kat. | Sieger     |
| --------- | ------------------------------------------------------ | ---- | ---------- |
| 9. Januar | Neuseeländische Meisterschaft – Einzelzeitfahren (U23) | CN   | James Oram |

## Abgänge – Zugänge
| Zugänge         | Team 2014 | Abgänge              | Team 2015                                  |
| --------------- | --------- | -------------------- | ------------------------------------------ |
| William Barta   | Neoprofi  | Ruben Zepuntke       | Team Cannondale-Garmin                     |
| Rubén Guerreiro | Neoprofi  | Clément Chevrier     | IAM Cycling                                |
| Phil O’Donnell  | Neoprofi  | Tanner Putt          | UnitedHealthcare Professional Cycling Team |
| Justin Oien     | Neoprofi  | Alexander Darville   | Airgas-Safeway                             |
|                 |           | Nicolai Brøchner     | Riwal Platform Cycling Team                |
|                 |           | Nathan Van Hooydonck | BMC Development Team                       |
|                 |           | Ryan Eastman         | Unbekannt                                  |

## Mannschaft
| Name               | Geburtstag        | Nationalität           |
| ------------------ | ----------------- | ---------------------- |
| William Barta      | 4. Januar 1996    | Vereinigte Staaten     |
| Geoffrey Curran    | 20. Oktober 1995  | Vereinigte Staaten     |
| Gregory Daniel     | 8. November 1994  | Vereinigte Staaten     |
| Daniel Eaton       | 4. Juli 1993      | Vereinigte Staaten     |
| Ruben Guerreiro    | 6. Juli 1994      | Portugal               |
| Tao Geoghegan Hart | 30. März 1995     | Vereinigtes Königreich |
| Phil O’Donnell     | 18. Mai 1996      | Vereinigte Staaten     |
| Justin Oien        | 5. Mai 1995       | Vereinigte Staaten     |
| James Oram         | 17. Juni 1993     | Neuseeland             |
| Logan Owen         | 23. März 1995     | Vereinigte Staaten     |
| Chris Putt         | 7. November 1993  | Vereinigte Staaten     |
| Keegan Swirbul     | 2. September 1995 | Vereinigte Staaten     |